# Sylvie Valente-Le Hir
Sylvie Valente-Le Hir est une femme politique française. Elle est sénatrice de l'Oise depuis 2023.

## Biographie
Sylvie Valente-Le Hir, gestionnaire en patrimoine, est élue maire du bourg picard de Tracy-le-Mont dans l'Oise en 2016, après en avoir été élue conseillère municipale en 2008. Elle devient présidente de la communauté de communes des Lisières de l'Oise après les élections municipales de 2020 dans l'Oise.
Lors des élections sénatoriales de 2023 dans l'Oise, elle est élue sénatrice DVD sur la liste menée par Olivier Paccaud, et démissionne de ses mandats locaux.

## Passés
- 2016 - 2023 : Maire de Tracy-le-Mont
- 2020 - 2023 : Présidente de la communauté de communes des Lisières de l'Oise.

### En cours
- 2023 : Sénatrice de l'Oise.